# Адольф фон Гарнак
Карл Ґустав Адольф фон Гарнак (нім. Karl Gustav Adolf von Harnack; 7 травня 1851, Дерпт, Ліфляндська губернія, Російська імперія — 10 червня 1930, Гайдельберг, Німеччина) — німецький історик церкви та теолог. Представник ліберальної протестантської теології. Один із засновників Товариства кайзера Вільгельма.
Гарнак простежив вплив елліністичної філософії на ранньохристиянські твори та закликав християн поставити під сумнів автентичність доктрин, які виникли в ранньохристиянській церкві. Гарнак відкидав історичність Євангелія від Івана на користь Синоптичних Євангелій, критикував Апостольський символ віри та пропагував Соціальне Євангеліє. 
В XIX столітті в Німеччині процвітала вища критика, яка встановила історико-критичний метод як академічний стандарт для тлумачення Біблії та розуміння історичного Ісуса (див. Тюбінґенську школу), одним з розробників якої був і Гарнак.

## Родина
Адольф фон Гарнак народився у лютеранській сім'ї прибалтійських німців. Батько Теодозій Гарнак був професором теології у Дерпті та Ерлангені. Брат-близнюк Аксель — математиком, молодші брати Еріх та Отто відповідно фармакологом та літературознавцем. У 1879 році у Лейпцигу Адольф одружився із Амалією Тейріх. У подружжя було семеро дітей.

## Життєпис
Навчався у Дерптському, а потім Лейпцизькому університетах. В останньому захистив у 1874 році докторську дисертацію присвячену єретичній течії гностиків та став приват-доцентом. З 1876 року — екстраординарним професором з історії церкви. Був професором з історії церкви в Гіссенському (1879–1889), Марбурзькому (1886–1888) та Берлінському (1888–1924). З 1890 року стає дійсним членом Прусської академії наук.
У 1905 році був призначений на посаду директора Прусської королівської академії, яку очолював до 1921 року. Розвинув активну діяльність з видання ранньо-християнських творів та видання «Texte und Untersuchungen zur Geschichte der altchristlichen Literatur» («Тексти та дослідження з історії ренньохристиянської літератури»).
З 1910 року став першим президентом заснованого з його ініціативи Товариства сприяння науці Кайзера Вільгельма (зараз Товариство імені Макса Планка) заснував там інститути природознавства та медицини. Після 11-ти річної праці у Товаристві та виходу на пенсію був удостоєний звання заслуженого професора у відставці.
Помер у 1930 році після нетривалої хвороби у Гейдельберзі. Урна з прахом фон Гарнака була похована на старому цвинтарі святого Матвія у Берліні.

## Дослідницька спадщина
Головним об'єктом наукової діяльності Гарнака було раннє християнство, у дослідження якого він зробив визначний внесок. На його становлення як науковця значний вплив справив відомий теолог та історик церкви Альбрехт Річль — представник ліберальної теології. Головною мотодологічною основою робіт Гарнака є розгляд християнства як еволюційного процесу. На основі аналізу значної кількості матеріалів, він розкриває цей процес як поступовий занепад, деформацію первинного вчення та відчуження від Євангелія. Гарнак розвиває бачення раніше окресленого Фердинандом Бауром розділення раннього християнства на дві головні течії елліністично-синкретичну та юдейсько-консервативну. Структуризацію канонічних текстів Нового Заповіту Гарнак пов'язує із боротьбою з вченням гностицизму. Також із нею (а також із боротьбою із харизматичним монтанізмом) він пов'язує концентрацію абсолютної влади у церкві в руках невеликого кола єпископату та поступової догматизації християнського віровчення. Догматизація та ієрархізація перетворила церкву в інститут у якому особистий релігійний досвід людини був підкорений системі богослужіння. Гарнак вважав що «догма за своєю концепцією і структурою є продуктом грецького духу на ґрунті Євангелія»
Гарнак зазначає, що вчення Ісуса передовсім означало зміщення уваги з ритуалізму і обрядовості до душі та особистості. Суть Євангелія Гарнак зводить до: віри в Бога Отця, безмежної цінності людської душі та любові до ближнього.
Грецьку (православну) та латинську (католицьку) церкви Гарнак визначає як споріднені з культами юдаїзму, а протестантизм із відновленням вчення Ісуса у її первинній чистоті.
Його тритомник з історії догматики, однак зустрів сильний спротив з боку традиціоналістських протестантських кіл. Причиною стала надто скептична позиція автора у питанні походження Апостольського Симовлу віри, який він пропонував сконцентрувати на етичних акцентах. Гарнак критично ставився до традиційного уявлення про Воскресіння, хоча погоджувався, що віра в нього лежала в основі апостольської проповіді. «Віра у Воскресіння ґрунтується на переконанні у торжестві Розп'ятого над смертю, у силу і доброту Божу і в життя Того, Хто був первородним між багатьма братами». У своїх дослідженнях Гарнак структурує весь корпус новозавітних книг, які він поділяє на більш достовірні та менш достовірні. Доводив достовірність Євангелія від Луки.
Верховний собор Євангельської церкви Пруссії виступив із протестом проти призначення фон Гарнака у Берлінський університет, однак завдяки втручанню канцлера Бісмарка кайзер Вільгельм ІІ утвердив його на посаді.
Не дивлячись на позитивне ставлення до сучасного йому протестантизму Гарнак, проте, вказував на ряд його недоліків серед яких відсутність монашого життя, та залежність від державних інституцій. Найбільш оптимальною формою протестантизму Гарнак вважав пієтизм. На противагу раціоналістичному світогляду свого часу він не вважав категорично неможливими всі чудеса описані у Євангелії. Свою позицію він мотивував міфологічним світоглядом тогочасного суспільства в рамках якого, інколи, могли виникати надприродні феномени.

## Залученість у політичне життя
Видатна інтелектуальна діяльність звернула до Гарнака увагу найвищих правлячих кіл Німеччини, зокрема кайзера Вільгельма, через що про нього говорили як про «придворного богослова». Відомо що фон Гарнак, разом з істориком Рейнхольдом Косером, був автором звернення кайзера до народу на початку Першої Світової війни. Народившись на території Російської імперії він, однак, декларував до неї досить прохолодне ставлення. На одному із зборів, що відбулись на десятий день після оголошення Німеччиною війни Росії Гарнак говорив про загрозу західній цивілізації з боку «цивілізації Орди, яка інтегрується та керується деспотами, монгольською цивілізацією московитів». Далі він зазначає що: «Ця цивілізація не могла перенести світла вісімнадцятого століття, ще менше — світла дев'ятнадцятого століття, а зараз, у двадцятому столітті, пориває зв'язки та загрожує нам. Це неорганізована азійська маса, як пісок пустелі, прагне засипати нашу плодючу ниву»..
Як політичний консультант він працював над оптимізацією державної бюрократії та згладжуванням соціальних протиріч. Виступав за порозуміння між Німеччиною й Англією та був противником німецького імперіалізму.

## Відомі учні
Студентам Адольфа фон Гарнака було багато відомих протестантських теологів, середи них Карл Барт, Пауль Тілліх, Ернст фон Добшютц, Дітріх Бонхеффер та Рудольф Бультман.

## Визначальні роботи
- «Історія догматів» («Der Dogmengeschichte»), 1886—1889
- «Історія давньохристиянської літератури до Євсевія» («Geschichte der altchristlichen Literatur bis Eusebius»), 1893–1904
- «Сутність християнства» («Das Wesen des Christentums»), 1900
- «Місія та поширення християнства в перші три століття» («Die Mission und Ausbreitung des Christentums in den ersten drei Jahrhunderte»), 1902
- «Вступ до Нового Заповіту» («Beiträge zur Einleitung in das Neue Testament»), 1906–1911
- «Виникнення християнського богослов'я» («Die Entstehung der christlichen Theologie»), 1927